# Vòng treo

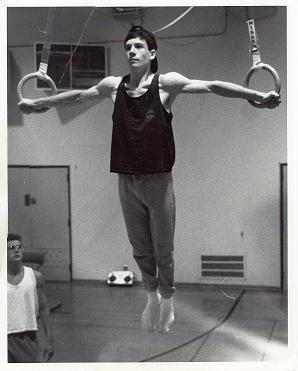
Trình diễn vòng treo.

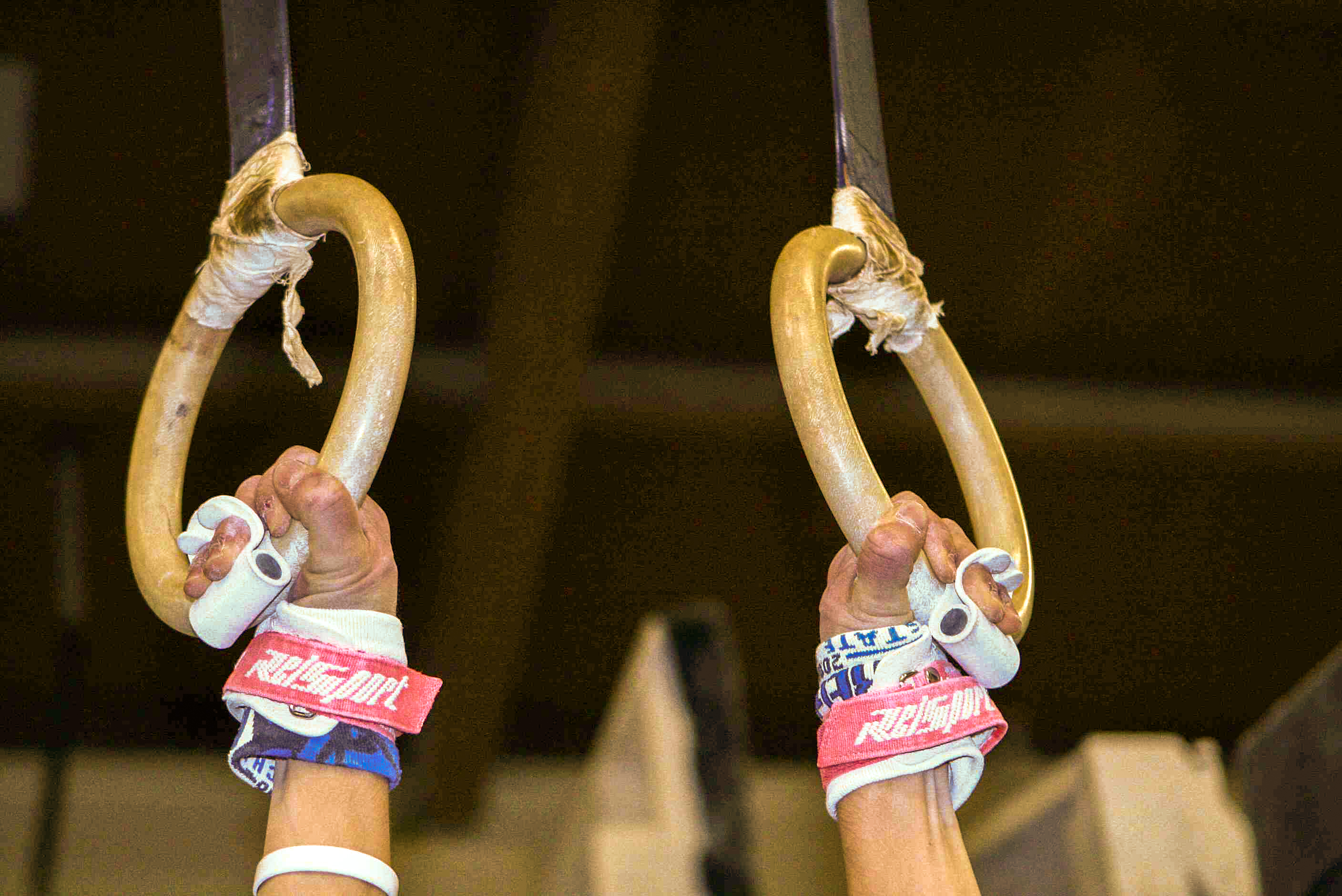
Vòng kẹp.

Vòng treo (tiếng Anh: Ring) là dụng cụ tập phổ biến trong thể dục dụng cụ và thể dục mềm dẻo. Có nhiều bài tập dành cho vòng treo từ cơ bản đến nâng cao. Vòng treo nhỏ gọn vì vậy thuận tiện khi lắp đặt tập ở bất cứ nơi nào. Ngày nay, vòng treo được sử dụng như một dụng cụ tập thể hình tại các phòng tập gym giúp giữ gìn vóc dáng và nâng cao sức khỏe.

## Các lợi ích
- Phát triển các nhóm cơ trên cánh tay, cơ vai một cách hoàn hảo. không như tập với tạ, việc phát triển cơ này giúp cánh tay trở nên săn chắc, có độ dẻo dai và sức kéo nhưng ít là cơ phình to thích hợp cho việc rèn luyện sức khỏe hơn là tập thể hình.
- Tác động mạnh lên các nhóm cơ bụng và lưng. Khi tập luyện vòng treo thì sự tác động lên các nhóm cơ này tốt hơn tất cả các dụng cụ khác do hầu hết các động tác tập với vòng treo đều tác động đến các nhóm cơ này. Lợi ích là giảm bụng phệ, phòng tránh các bệnh về cột sống, thoát vị đĩa đệm ở người trưởng thành và giúp phát triển chiều cao ở trẻ em đang độ tuổi phát triển.

## Các vận động viên nổi tiếng
- Albert Azaryan
- Akinori Nakayama
- Jury Chechi
- Yordan Yovchev
- Chen Yibing
- Arthur Zanetti
- Marcel Nguyen
- Phạm Phước Hưng